# Yersinia
Yersinia en un gènere de bacteris que pertany a la família de les enterobacteriàcies. Aquests bacteris són patògens d'animals, d'on passen a l'ésser humà produint malalties. Aquests són bacils del tipus gramnegatius aerobis i anaerobis facultatius; són mótiles a 22 °C, però no a 37 °C, per flagels anfitrics, o peritrics, formen pili, i fímbries. No formen càpsules de gaire gruix ni espores. Algunes espècies de Yersinia són Yersinia pestis, Yersinia enterocolitica o Yersinia pseudotuberculosis.